# Sowjetische Badmintonmeisterschaft 1975
Die Sowjetische Badmintonmeisterschaft 1975 fand vom 20. bis zum 24. November 1975 in Jerewan statt.

## Die Sieger und Platzierten
| Disziplin    | Gold                                   | Silber                                | Bronze                           |
| ------------ | -------------------------------------- | ------------------------------------- | -------------------------------- |
| Herreneinzel | Anatoli Skripko                        | Nikolay Peshekhonov                   | Viktor Shvachko                  |
| Dameneinzel  | Natalja Damaskina                      | Alla Zvonareva                        | Ludmila Markova                  |
| Herrendoppel | Konstantin Vavilov Nikolay Peshekhonov | Vyacheslav Shukin Alexander Sumarokov | Anatoli Skripko Semjon Rosin     |
| Damendoppel  | Nadezhda Litvincheva Irina Shevchenko  | Ludmila Markova Reet Kull             | Natalja Damaskina Alla Zvonareva |
| Mixed        | Nikolay Peshekhonov Irina Shevchenko   | Konstantin Vavilov Natalja Damaskina  | Anatoli Skripko Alla Zvonareva   |